# Ricika, Boureni
Ricika (în ucraineană Річка) este o comună în raionul Boureni, regiunea Transcarpatia, Ucraina, formată numai din satul de reședință.

## Demografie
Componența lingvistică a comunei Ricika
     Ucraineană (99,15%)
     Alte limbi (0,74%)
Conform recensământului din 2001, majoritatea populației comunei Ricika era vorbitoare de ucraineană (99,15%), existând în minoritate și vorbitori de alte limbi.